# Palacio de Hierro
A Palacio de Hierro (nevének jelentése vaspalota) a mexikói Orizaba egyik nevezetessége. A Gustave Eiffel által tervezett, vasból készült épület korábban községi palotaként szolgált, ma múzeum, könyvtár és kávézó működik benne.

## Régi képek a palotáról

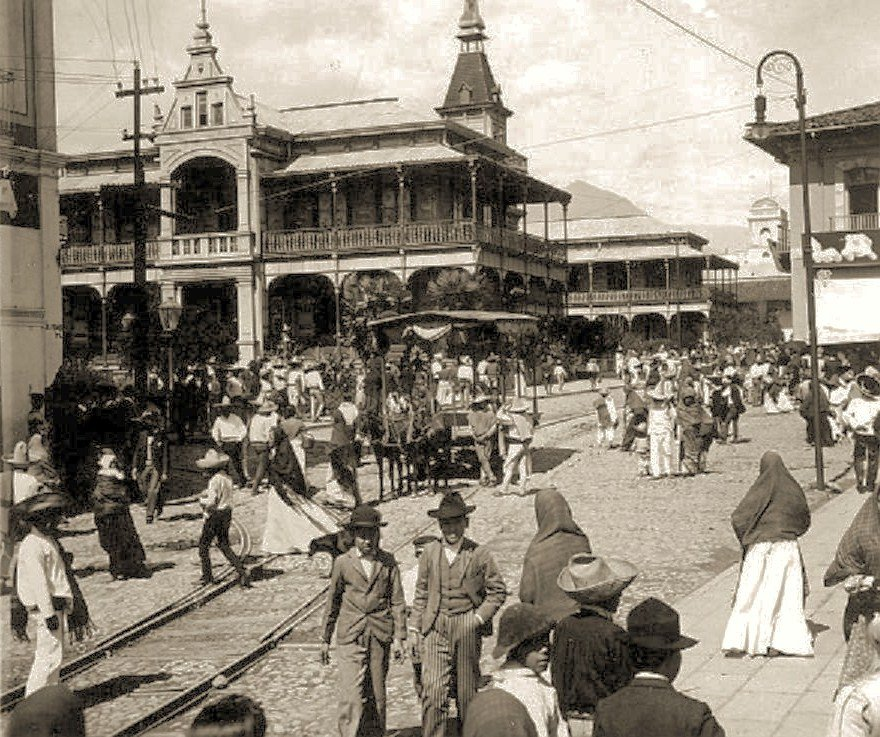
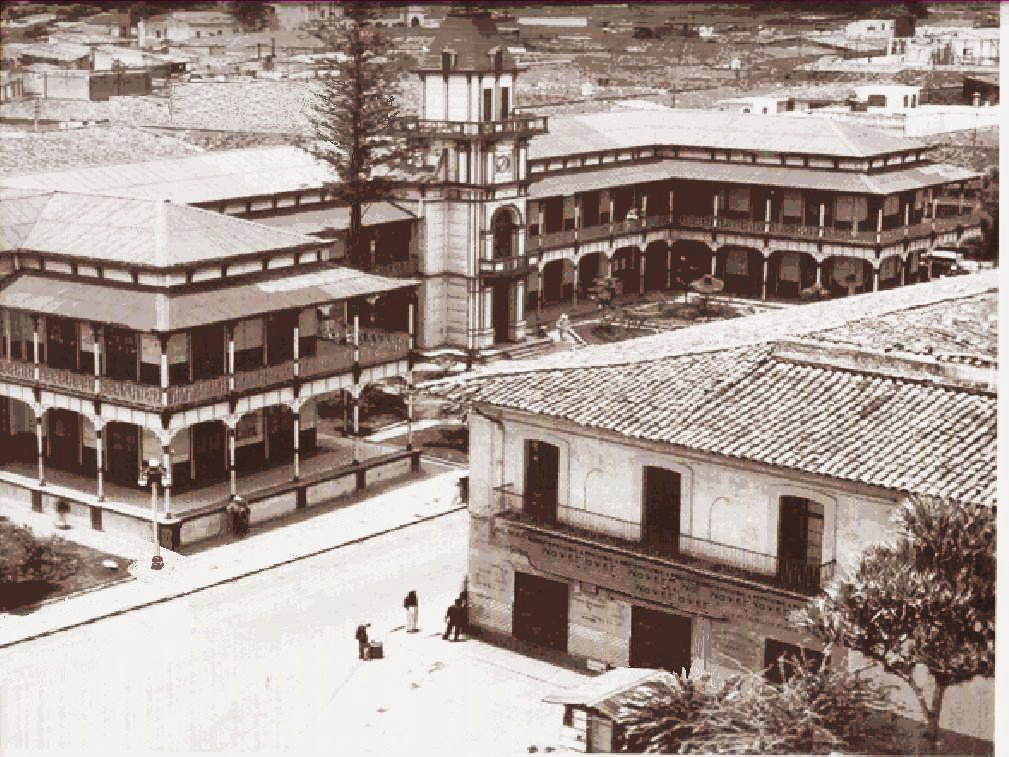
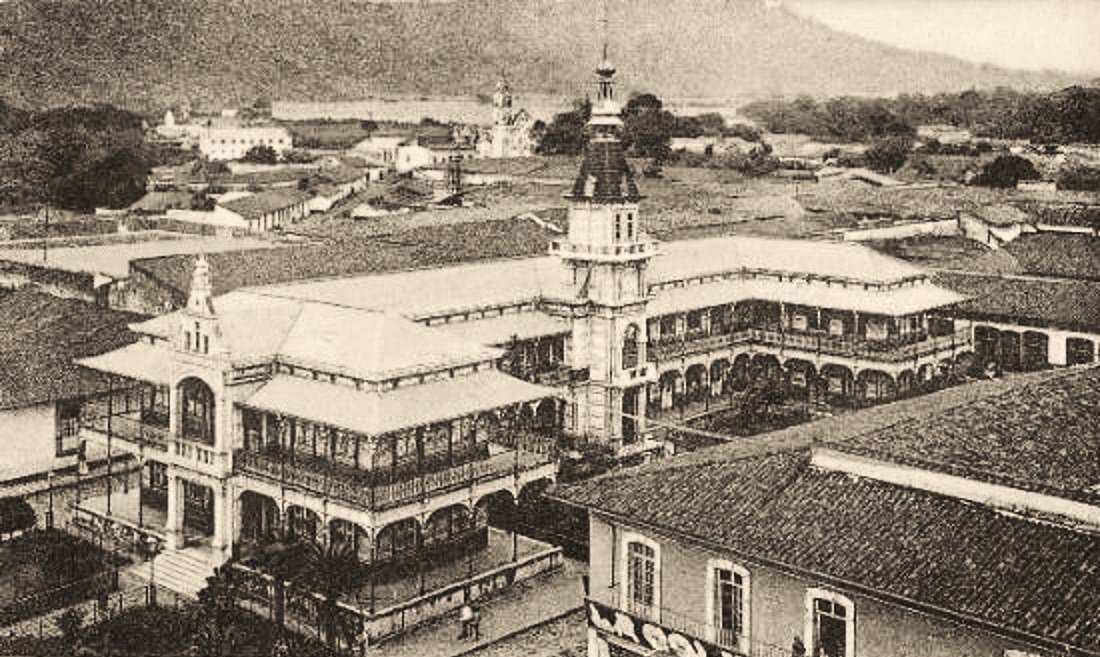
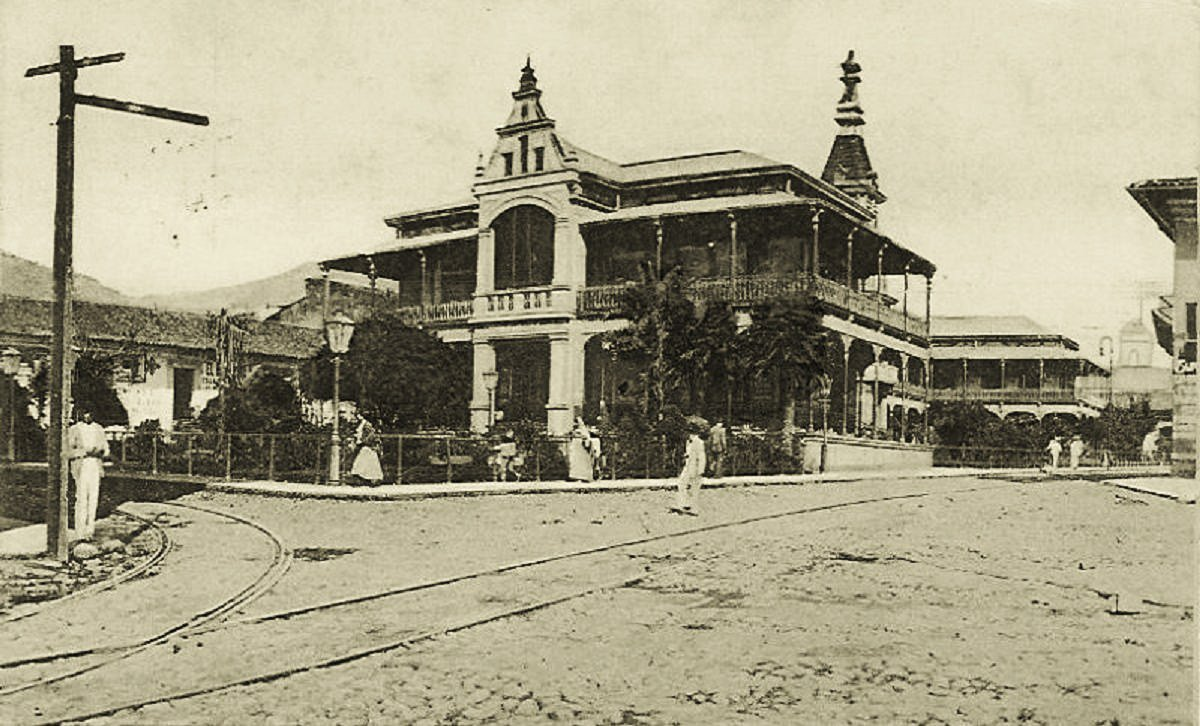
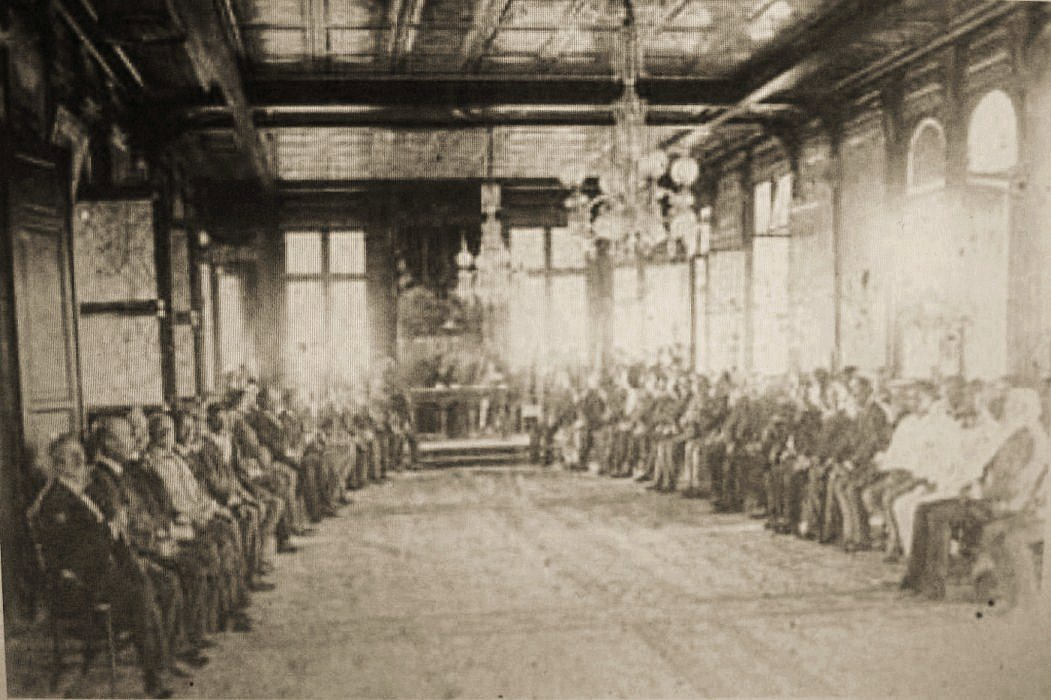

## Története
Az épület történetéről különböző források mást-mást írnak. Az egyik szerint az épületet 1889-ben mutatták be egy belgiumi ipari kiállításon, majd a mexikói kormány megvásárolta, végül 1891 és 1894 között hajókon Mexikóba szállították. A másik forrás viszont azt írja, hogy 1892-ben kezdték el legyártani az elemeit a belgiumi Societé Anonymé des Forges D'Aiseau műhelyében, majd három hajón, a Paris, az Havre és a Vala nevűeken szállították Mexikóba, az utolsó szállítmány 1893. május 29-én érkezett meg. Az építés költsége a különböző források szerint 80 000 aranypeso vagy 72 000 ezüstpeso volt, a szerkezet összesen 600 tonnát nyomott.
Az épületet az orizabai Plaza de Armas téren, egy 1180 m²-es területen állították össze, 823 222 csavar felhasználásával. Az elkészült palotát 1894. szeptember 26-án avatták fel, azóta csaknem száz éven át községi palotaként, vagyis az önkormányzat székhelyeként használták. 1991. január 7-én a hivatal egy másik, új épületbe költözött, így a vaspalota azóta múzeumként, könyvtárként és kávézóként működik tovább.